# Фибробетон

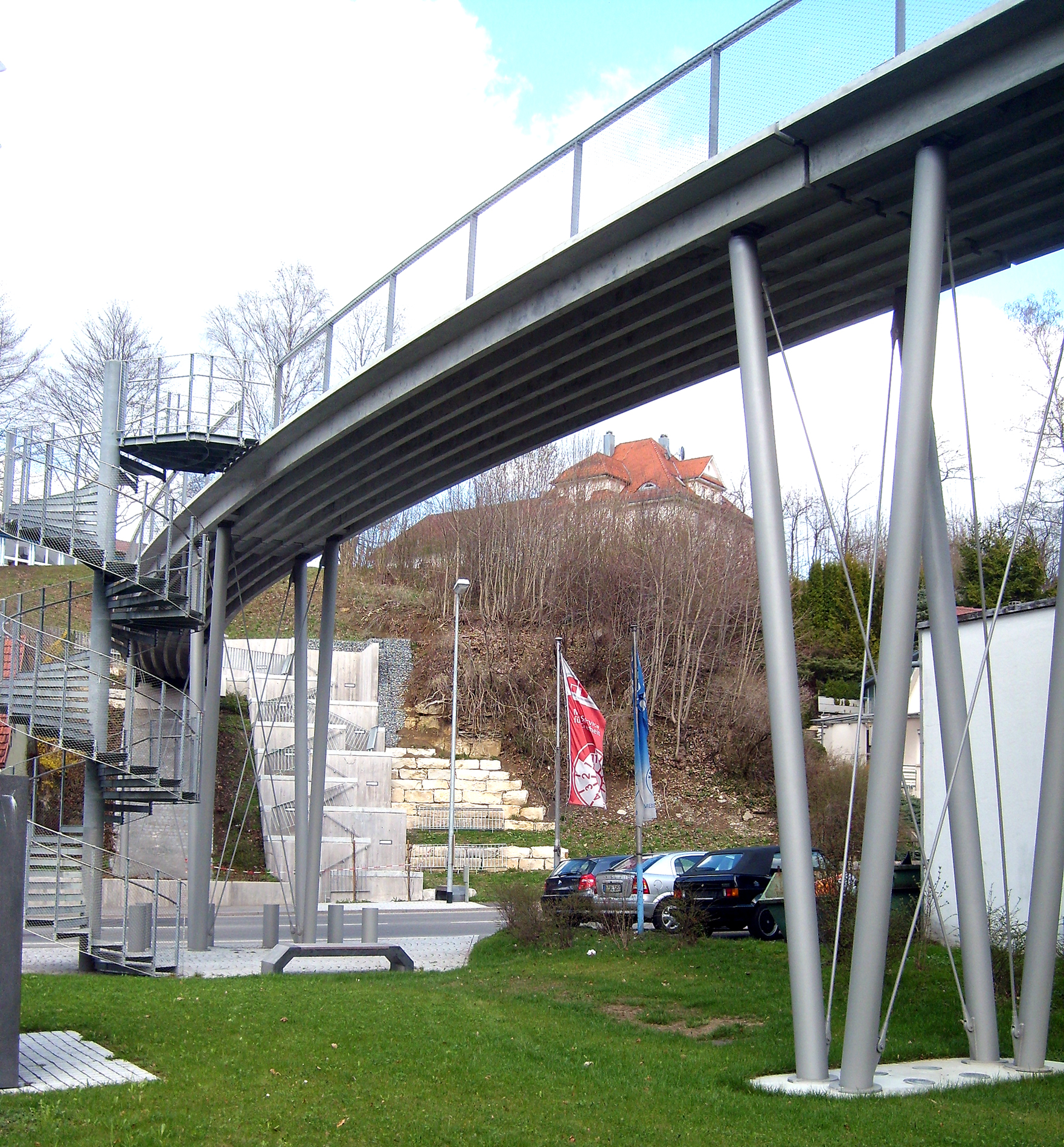
Фибробетонный путепровод, Германия

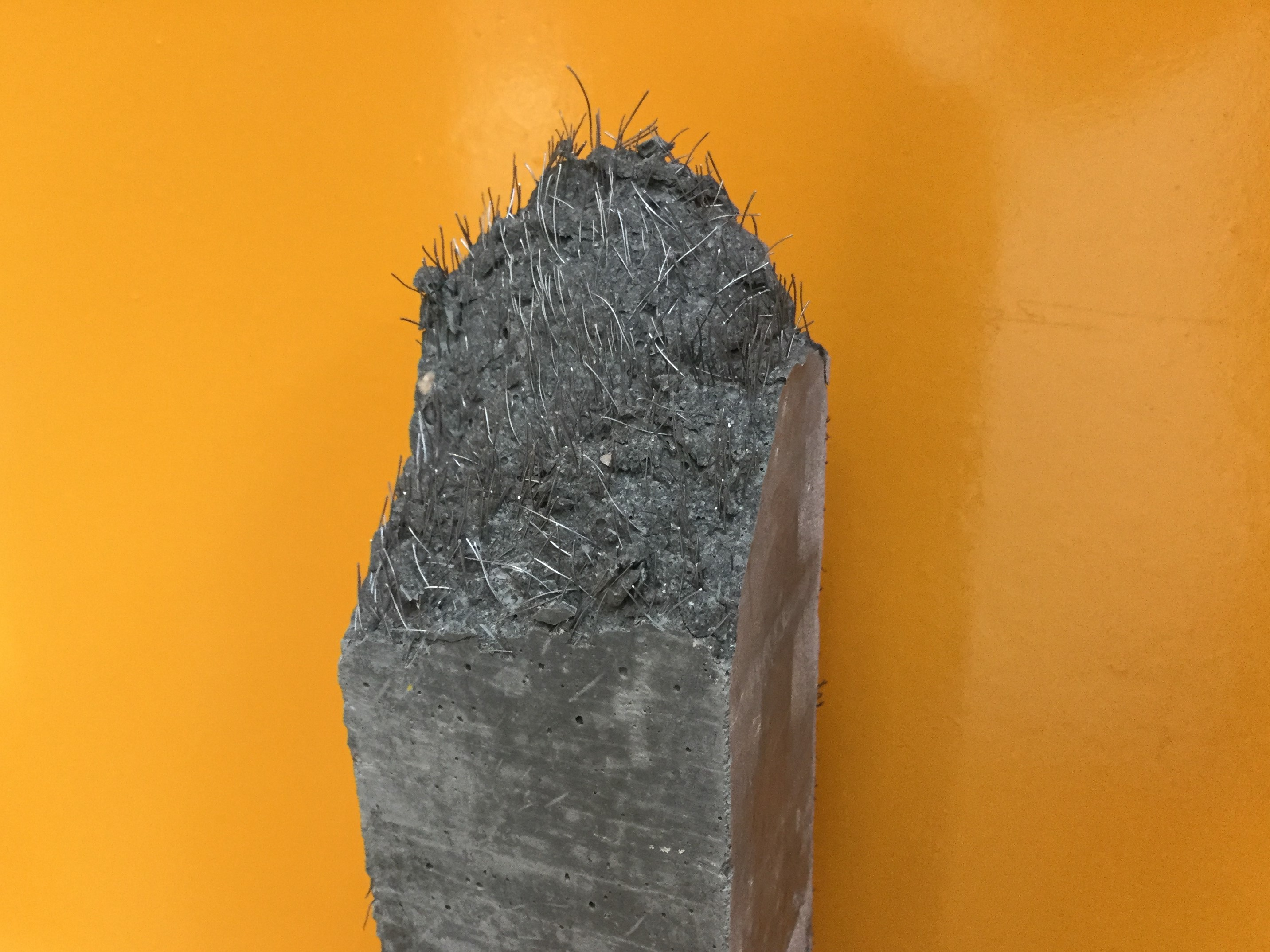
Бетонная балка со стальной фиброй после разрушения

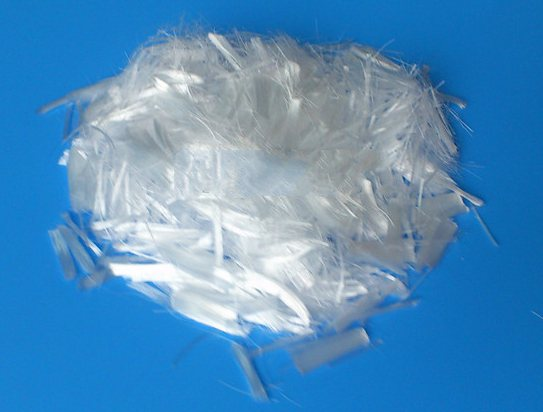
Полипропиленовая фибра

Фибробетон — разновидность цементного бетона, армированного дисперсными волокнами, которые равномерно распределены по его структуре. 
В фибробетоне для армирования применяются металлические, минеральные (стеклянные, базальтовые, асбестовые), полимерные (полипропиленовые и др.) волокна диаметром 0,1–0,5 мм и длиной 10–50 мм. Фибробетон производится путём смешивания волокон и бетонной смеси или сухой фибробетонной смеси с водой.
Фибробетон применяют в монолитных и сборных (в виде блоков, плит, панелей) конструкциях, а также при устройстве дорожных покрытий и др. При строительстве сооружений повышенной сложности используют фибробетон с металлическими волокнами.

## Применение
Фибробетоны применяют в сборных и монолитных конструкциях, работающих на знакопеременных нагрузках. Важнейшая характеристика фибробетона — прочность на растяжение. Она является не только прямой характеристикой материала, но и косвенной, отражает его сопротивление другим воздействиям. Ещё одна важная характеристика фибробетона — долговечность. По показателю работы разрушения фибробетон может в 15–20 раз превосходить бетон.

## Стеклофибробетон
Главный компонент стеклофибробетона, определяющий его свойства и исключительные эксплуатационные характеристики, — это стекловолокно, выполняющее функции арматуры в бетонной матрице. Между тем бетонные матрицы на основе портландцемента обладают значительной щёлочностью, которая присутствует в бетоне не только на этапе его производства, но и сохраняется в нём впоследствии. Когда стеклянные волокна применяют в качестве армирующего материала в сочетании с портландцементом, волокно должно противостоять воздействию содержащейся в цементе щёлочи в течение длительного времени. Волокно из обычного алюмоборосиликатного стекла не стойко в щелочной среде бетона, поэтому для армирования используют стекло другого химического состава — на базе циркония.

## Сталефибробетон
Сталефибробетон — строительный композитный материал, представляющий собой бетон, армированный стальной фиброй. Сталефибробетон состоит из трёх компонентов: крупного заполнителя (щебень), стальных волокон (фибры) и связующего материала (раствора). Прочность сталефибробетона зависит от класса исходного бетона — матрицы, вида и размеров стальной фибры, характера её поверхности, геометрии и размера сечения элемента. Увеличение предела прочности при сжатии прямо пропорционально содержанию фибр и достигает 140–150 % при 2–3 % армирования. В общем случае предел трещиностойкости такого вида бетона возрастает от 30 до 80 % по сравнению с железобетоном, — при раскрытии трещин до 0,05 мм в 6–10 раз.

## Виды фибры

### Сталь и другие металлы
Стальная фибровая арматура применяется в монолитных железобетонных конструкциях и сборных конструкциях заводского изготовления.
Несмотря на широкое многообразие имеющихся типоразмеров стальной фибры, в основном применяемые стальные волокна различной формы имеют Ø 0,2–1,2 мм и длину от 5 до 12 см не могут, в силу различных факторов, удовлетворительно использоваться для создания тонкослойных покрытий. Так, экспериментально подтверждено, что диаметр используемого фибрового волокна определяет начальную ширину раскрытия трещин в композите: при использовании стальных фибр Ø 0,3 мм трещины имеют характер местных разрывов, размер их не превышает 1—3 мкм; повышение диаметра волокон до Ø 0,9 мм приводит в тех же условиях к увеличению начальной ширины трещины до 7–10 мкм.
В связи со слабой адгезией металла и цементной матрицы, металлическую фибру для увеличения анкерности выпускают разной конфигурации: волнистую, с расплющенными и загнутыми концами.

### Базальт
Имеет высокий модуль упругости и хорошие показатели прочности на разрыв. В последние десятилетия разработаны новые технологические решения, позволяющие снизить стоимость изготовления базальтовой фибры, ввиду чего в настоящее время она составляет достаточно серьёзную конкуренцию стальным волокнам.
Главной отличительной чертой базальтофибробетона является его высокая прочность для всех видов напряжённых состояний и способность переносить большие деформации в упругом состоянии. Конструкции из базальтобетона обладают более высокой прочностью и деформативностью, нежели аналогичные конструкции армоцемента с арматурой из стальных сеток, так как армирующее их базальтовое волокно не только превосходит стальные сетки по указанным параметрам, но и обеспечивает более высокую степень дисперсности армирования цементного камня.
Следует отметить, что при твердении цементного камня поверхность тонкого базальтового волокна разрушается. Прочность волокна уменьшается, однако образующиеся раковины повышают прочность сцепления цементного камня и волокна, ввиду чего возрастает и прочность самого изделия. При использовании толстых волокон их прочность не изменяется.

### Стекло
Стеклянные циркониевые тонкие волокна диаметром 8–10 мкм по прочности соответствуют высокоуглеродистой холоднотянутой проволоке, плотность же их в несколько раз меньше. Модуль упругости примерно втрое превышает модуль упругости матрицы. Однако производство тонких волокон и объединение их в комплексные нити требует дорогостоящего оборудования. Кроме того, при производстве стекла используется многокомпонентная шихта, что сказывается на стоимости фибр. Для равномерного распределения таких волокон в композиции требуются специальные методы (напыление, контактное формование) и оборудование, повышающие стоимость конструкции.

### Полипропилен
Полипропиленовые волокна характеризуются надёжным сцеплением с бетонной матрицей, однако в то же время им свойственна повышенная деформативность, поскольку модуль упругости таких волокон составляет не более 1/4 модуля упругости бетонной матрицы. Поэтому такие волокна не могут использоваться в качестве эффективной несущей арматуры и применяются, как правило, при дополнительном (конструктивном) армировании, способствующем предотвращению повреждений и выколов в бетоне при транспортировании и монтаже изделий, частичному повышению ударной прочности, сопротивления истиранию и т. д. Вместе с тем в ходе многолетних исследований было установлено, что изделия, армированные полипропиленовыми волокнами, характеризуются значительными деформациями даже при небольших нагрузках растяжения, что объясняется низкой адгезией полипропилена в цементной матрице. Кроме того, такие изделия с течением времени теряют свои прочностные свойства, имеют высокую истираемость поверхности.